# 岡澤吉夫
岡澤 吉夫（おかざわ よしお、1914年（大正3年）12月25日 - 1982年（昭和57年）7月16日）は日本の陸上選手、スキー指導者、スキー選手、政治家。
日本初の常設スキー学校開設者であり、全日本スキー連盟（SAJ)公認スキー学校の起案者。勲五等瑞宝章（現・瑞宝双光章）受勲。
岡澤（旧姓・香川）惣吉の二男。兄に喬。妹に千賀子、友子。妻は冨美。子に伸夫、由美子。

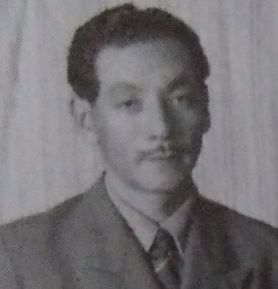
岡澤吉夫

## 生涯
北海道網走郡美幌村（現・美幌町）に生をうける。
学生時代は陸上選手として活躍する。1927年（昭和2年）、新潟県立新潟商業学校（現・新潟県立新潟商業高等学校）に進学、陸上競技にうちこみ、ハードルでは常に上位の成績をおさめている。新潟商業学校4年の時、香川県の父の実家に預けられ、父の母校でもある香川県立高松商業学校（現・香川県立高松商業高等学校）4年に編入する。祖父母は既に他界しており、実際は父の兄である伯父・香川松太郎が面倒を見た。走ることに熱中しすぎる吉夫を勉学の道に向かわせるための対策であった。
吉夫の陸上に対する情熱は転校後も冷めることはなく、名門・明治大学競走部から熱烈な誘いを受けて明治大学専門部商科（のちに商学部商科に転ずる）に進学し競走部に入部する。新人でありながら、1933年（昭和8年）の第15回関東学生陸上競技対校選手権大会、1600ｍリレーで3分29秒00の記録を樹立、初出場・初優勝を飾る。吉夫はこの大会を「選手生活でもっとも印象に残る試合」であったと語っている。また、もしオリンピックに出場したらダンスを踊らなければならない、とダンスを習っていた。1935年（昭和10年）の第16回箱根駅伝に1区の走者として出場し、区間4位、総合5位の成績を残した。
1936年（昭和11年）4月、株式会社高千穂製作所（現・オリンパス株式会社）に入社。同年8月1日付で書記補を命じられ、日本全国、そして満州まで営業に奔走する。当時、吉夫は高千穂製作所に勤務すると同時に、国民新聞社運動部記者としての経歴を併せ持っている。二つの職業を兼務していたがどちらがメインであったかは不明である。
その後、大本営海軍報道部の軍属となった吉夫は、1944年（昭和19年）、軍より八王子以西に疎開するよう指示を受け、両親、冨美、由美子とともに神田から八王子市子安町に疎開する。疎開後、長男・伸夫が誕生した。疎開先は広い敷地にある元工場で、そこを住居兼仕事場とし、数名のスタッフを統率していた。吉夫の任務は報道写真の撮影および写真の修整、加工であり、それらの写真は戦争画を描いていた画家たちに資料としても渡された。軍の意向にそった絵を画家たちに依頼するのも任務のひとつであったという。また、同年春には疎開先を探していた藤田嗣治を手伝い、長与善郎に引き合わせている。当時は物資も乏しく物々交換を余儀なくされており、画家たちは分けてもらった食料のお礼や世話になったお礼に自作の絵を贈っていた。吉夫に対しても藤田をはじめ、佐藤敬、猪熊弦一郎、脇田和、中西利雄ら新制作派協会の画家たちから作品が贈られた。
1945年（昭和20年）8月2日の八王子空襲では、子安町は直接の被害から免れたものの、市街地は80％が焼失し、駅周辺は焼け野原と化した。翌日、親しく交流していた藤田嗣治をはじめとする新制作派協会の画家たちが吉夫の安否を気遣い見舞いに訪れた際には、皆で何か役に立つことはないかと思案した結果、家にあった材木を取出し、八王子駅北口に身寄りや知人の安否を尋ねる告示板を作った。この告示板は一日のうちに白墨や焼けたクイのもえさし、鉛筆などの字で書きつぶされ、ひと月ほど活用された。
終戦後、吉夫は「岡沢写真製作所」という写真屋のほか、多目的ホール「八王子会館」や八王子駅北口のプレイガイドの経営などを幅広くビジネスを手がけた。
1947年（昭和22年）4月、八王子市議会議員に32歳という若さで当選、三期（12年間）を勤めあげたほか、同年に八王子市体育会（現・八王子市体育協会）会長に就任し十期（20年間）にわたって精力的な活動を行い、1950年（昭和25年）の陸上競技場改修工事の完成、続く1954年（昭和29年）の市民プールの完成、1956年（昭和31年）の八王子市民球場の建設と体育施設の充実を推し進めた。
1949年（昭和24年）10月1日、八王子スキー連盟を設立、初代会長となる。吉夫は30歳前後からスキー競技を始めたにもかかわらず、1952年（昭和27年）、小樽で開催された第7回スキー国体には壮年ながら大回転の主将として参加した。また、翌1953年（昭和28年）には全日本スキー連盟（SAJ）基礎スキー指導員の資格を取得する。1956年（昭和31年）、国立公園志賀高原の法坂スキー場（現サンバレースキー場）にアルペン山荘（現・スポーツマン ヴィラ アルペン）を開設し、日本初の常設スキー学校である志賀高原スキー学校を併設。吉夫の起案によりSAJ公認スキー学校協議会が生まれ、現在では100を超えるSAJ公認スキー学校が存在する。吉夫はこの志賀高原スキー学校をベースとして1シーズンに100日を越える指導をした。1962年（昭和37年）にはSAJ「スキー教程」改訂に携わる。
吉夫は国際大会においても貢献し、1958年（昭和33年）八王子で行われた第3回アジア競技大会で運営委員、1964年（昭和39年）東京オリンピック（第18回夏季オリンピック）では八王子会場（自転車）式典委員長、1972年（昭和47年）の札幌オリンピック（第11回冬季オリンピック）では競技役員を務めた。また、1965年（昭和40年）4月から1970年（昭和45年）3月までSAJの理事をつとめたほか、1970年からは冬季国体の東京都代表選手団長として10回の大会に出場。東京都スキー連盟では1956年（昭和31年）から1965年（昭和40年）まで理事を、1968年（昭和43年）には副会長に就任し1982年（昭和57年）の最晩年までその要職にあった。連盟の会員からは「おひげさん」と親しみを込めて呼ばれていた。
1982年（昭和57年）7月16日、ガン性腹膜炎のため死去。享年六十七歳。葬儀は八王子の専念寺で東京都スキー連盟葬として行われ、葬儀委員長は当時参議院議員であった東京都スキー連盟会長・鳩山威一郎がつとめた。
同日、瑞宝双光章（勲五等瑞宝章）を受勲した。

## 略歴
- 1933年（昭和8年）　第15回関東学生陸上競技対校選手権大会　1600ｍリレー　初出場・初優勝
- 1935年（昭和10年） 第16回箱根駅伝　1区出場　区間4位、総合5位
- 1936年（昭和11年） 株式会社高千穂製作所（現・オリンパス株式会社）　入社
- 1944年（昭和19年） 八王子市子安町に疎開
- 1947年（昭和22年） 八王子市議会議員に当選
- 1947年（昭和22年） 八王子市体育会（現・八王子市体育協会）　会長就任
- 1948年（昭和23年） 八王子市立中央高等学校　講師
- 1949年（昭和24年） 八王子スキー連盟設立
- 1949年（昭和24年） 八王子スキー連盟　理事就任
- 1956年（昭和31年） 東京都スキー連盟　理事就任
- 1956年（昭和31年） アルペン山荘　開設
- 1956年（昭和31年） 志賀高原スキー学校　開設
- 1958年（昭和33年） 第3回アジア競技大会　運営委員
- 1964年（昭和39年） 東京オリンピック　自転車式典委員長
- 1965年（昭和40年） 全日本スキー連盟　理事就任
- 1968年（昭和43年） 東京都スキー連盟　副会長就任
- 1970年（昭和45年） 冬季国体　東京都代表選手団長
- 1972年（昭和47年） 札幌オリンピック　競技役員
- 1982年（昭和57年） 勲五等瑞宝章受勲

## 著書
- 「正しいスキー術」日本経済新聞社（1962年）